# KinKi Kids 2010-2011 〜君も堂本FAMILY〜
『KinKi Kids 2010-2011 〜君も堂本FAMILY〜』(キンキキッズ 2010-2011 〜きみもどうもとファミリー〜)は、KinKi Kidsの15作目の映像作品、及び12作目のライブビデオ。2011年7月27日にジャニーズ・エンタテイメントから発売。

## 概要
- 2010年12月8日から2011年1月10日に行われたコンサート・ツアー『KinKi Kids 2010-2011 〜君も堂本FAMILY〜』から1月1日東京公演を収録[2]。
- DVD盤とブルーレイ盤が同日に発売されたのは、本作が初となった。尚、ブルーレイ盤は通常盤のみ発売。

## 仕様・特典
初回限定盤
- 堂本光一の誕生日イベントを含むメインMCを収録
- DVD2枚組、3方背ケース入り
- 48Pブックレット
- モザイクアートの折りポスター封入

通常盤・Blu-ray盤
- Wアンコールの2曲収録
- DVD盤は2枚組、Blu-rayは1枚組（DVD2枚分の内容を1枚に収録）
- 16Pブックレット

## 収録曲

### 初回盤

#### Disc1
1. OVERTURE
2. Family 〜ひとつになること
3. スワンソング
4. 硝子の少年
5. (MC)
6. INTER
7. フラワー
8. ジェットコースター・ロマンス
9. やめないで,PURE
10. ふらいんぐ・ぴーぷる '99
11. Happy Happy Greeting
12. 全部だきしめて
13. FRIENDS
14. せつない恋に気づいて
15. キミは泣いてツヨくなる
16. 欲望のレイン
17. No Control
18. スッピンGirl
19. 99%LIBERTY
20. (MC)

#### Disc2
1. 好きになってく 愛してく
2. Music of Life
3. INTER
4. 愛のかたまり
5. 銀色 暗号
6. futari
7. 恋涙
8. Tears
9. me 〜地球のいろ
10. Family 〜ひとつになること
11. INTER
12. Kissからはじまるミステリー
13. カナシミ ブルー
14. Secret Code
15. SNOW! SNOW! SNOW!
16. Anniversary

(ENCORE)
1. KinKi Kids forever
2. Family 〜ひとつになること

### DVD通常盤・Blu-ray盤
- Blu-ray盤は、DVD2枚分の内容を1枚に収録。

#### Disc1
1. OVERTURE
2. Family 〜ひとつになること
3. スワンソング
4. 硝子の少年
5. (MC)
6. INTER
7. フラワー
8. ジェットコースター・ロマンス
9. やめないで,PURE
10. ふらいんぐ・ぴーぷる '99
11. Happy Happy Greeting
12. 全部だきしめて
13. FRIENDS
14. せつない恋に気づいて
15. キミは泣いてツヨくなる
16. 欲望のレイン
17. No Control
18. スッピンGirl
19. 99%LIBERTY
20. 好きになってく 愛してく
21. Music of Life
22. INTER
23. 愛のかたまり
24. 銀色 暗号
25. futari
26. 恋涙
27. Tears
28. me 〜地球のいろ
29. Family 〜ひとつになること
30. INTER
31. Kissからはじまるミステリー
32. カナシミ ブルー
33. Secret Code
34. SNOW! SNOW! SNOW!
35. Anniversary

#### Disc2
(ENCORE)
1. KinKi Kids forever
2. Family 〜ひとつになること

(W ENCORE)
1. このまま手をつないで
2. 愛されるより 愛したい